# Ishockey i Sverige
Ishockey i Sverige har spelats sedan början av 1920-talet. Det fanns i början av 2000-talet 726 idrottsföreningar med ishockey på programmet i Sverige, och 2 829 lag. Det fanns 62 003 licensierade spelare och domare. Sverige har även 354 ishallar och 136 isbanor.
Svenska ishockeyförbundet bildades den 17 november 1922 och var medlem i Sveriges riksidrottsförbund sedan starten och i Internationella ishockeyförbundet IIHF sedan 1920. De två första åren som IIHF-medlem ansvarade Svenska Fotbollförbundet för svensk ishockey, och representerade Sverige i IIHF.

## Historia
I de nordiska länderna, där vattendragen blir till is på vintrarna, har det sedan länge varit naturligt att utöva diverse aktiviteter och sporter på isen. Planen ansågs vara en perfekt blank och plan yta att utföra diverse bollsporter på vilket också har lett till etablerandet av många olika is-baserade sporter i just de nordiska regionerna. Därav ökade populariteten för is-baserade sporter i just de nordiska regionerna och gav upphov till idrotter som bandy och ishockey att utvecklas. Ishockeyn ursprung anses dock vara omtvistat, rötterna har kopplats ihop med en mängd europeiska förindustriella sporter. Allt från det irländska Hurley till den holländska kolven. En av ishockeyns kanske tidigaste form var när olika fornnordiska byar mötte varandra i en slags bollsport på isen. Detta kallades för knattleikr och istället för den nuvarande pucken hade man en sten, och klubborna kunde vara av olika form och slag. Denna tidiga version av ishockey drog åt sig stora folkmassor för den tiden och många anser att den blev det underlag för vad som skulle kommas att kallas för ishockey men först och främst bandy.

### Ishockey får fotfäste allt mer
Ishockeyns framväxt i Sverige växte i takt med bandyns minskade relevans i samhället. Ishockey, som hade mindre planer, gjorde det lättare att bygga nya planer. Det nya konstgjorda ljuset möjliggjorde framväxten av nya hockeyplaner då det gick att spela trots att det blivit mörkt ute. Detta var vitalt för de nordiska länderna då mörkret tar upp stor del av dagen under vinterhalvåret. Industrialiseringen som tog fart i Sverige i början på 1900-talet sägs ha gynnat ishockeyns framväxt då ishockeyn med dess intensiva spel och små planer var attraktivt för det nya kommersiella nöjeslivet som utvecklades i Sverige, mycket inspirerat från USA. Kanada som var ishockeyns moder, influerade och hjälpte till att växa ishockeyns position i det svenska samhället. I och med fotfästet ishockeyn fick internationellt sett, i länder så som England, USA, Kanada, Belgien, Tyskland och Frankrike, ökade också det den inhemska processen om att etablera ishockeyn som sport. År 1912 fick Sverige en plats i det internationella ishockeyförbundet och man brukar ange det datumet som den officiella födelsen av ishockey som sport i Sverige.

### Olympiska spelen i Antwerpen 1920
År 1920 hölls de första Olympiska spelen för ishockey i Antwerpen. I och med att bandy då var den mer spelade sporten i Sverige, samt att ishockey inte var någon etablerad sport, var de Olympiska spelen i Antwerpen inte relevanta för Sverige att delta i. Detta förändrades då den amerikanske filmregissören och före detta ishockeyspelaren Raoul Le Mat kom till Sverige på sensommaren 1919. Le Mat började gå på ett flertal bandymatcher i Sverige och fick uppfattning att ishockey hade potential att slå igenom även i Sverige. Han imponerades av svenskarnas skridskoåkning. Han föreslog att Sverige skulle anmäla ett lag till de Olympiska spelen i Antwerpen då han ansåg att Sverige hade goda chanser i turneringen. Han väckte ett intresse hos många spelare men även hos Sveriges Olympiska Kommitté. Isaac Westergren var också en drivande faktor i frågan om att spela OS i Antwerpen då han hjälpte till med att finansiera kostnaderna för Sveriges deltagande. Han bidrog med en betydlig summa på 100 000, vilket i dagens penningvärde är cirka 4-5 miljoner kronor, från egen ficka. Laget kom att bestå av huvudsakligen bandyspelare, men trots detta placerade sig Sverige på fjärde plats vilket ansågs som en stor framgång för laget, men också för själva ishockeyn i Sverige. Bland spelarna märktes Hans Georgii, Nils Molander och David Säfwenberg som alla var mycket uppskattade ishockeyspelare.

### Etablerandet

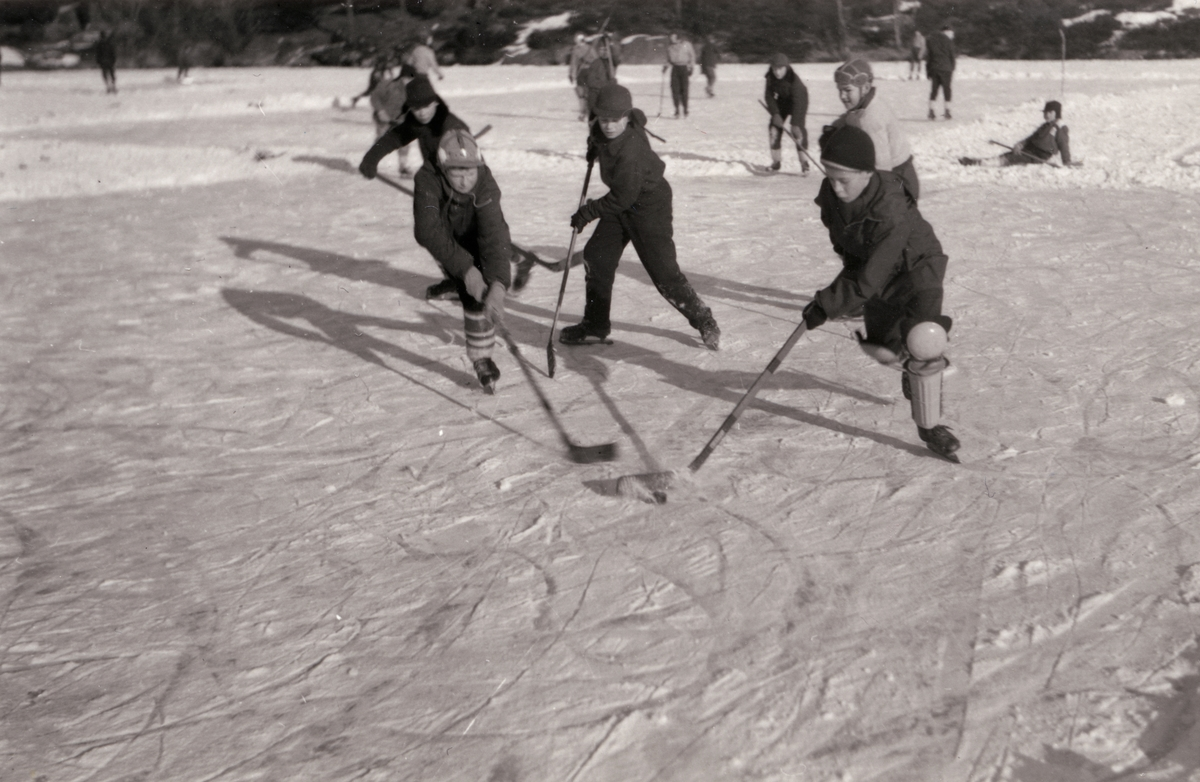
Ishockeyspel på Stensjön i Mölndal. Troligtvis under 1930-tal.

Efter framgångarna i Antwerpen etablerades ishockeyn alltmer i Sverige. 
I den första ishockeymatchen på svensk mark vann det svenska laget IFK Uppsala mot det tyska laget Berliner SC med 4-1 inför 2 022 åskådare på Stockholms Stadion den 30 januari 1921. Matcher började anordnas i Sverige och ett tiotal föreningar skapades. År 1921 anordnade Sverige Europamästerskapet, där de vann över Tjeckoslovakien, i den enda matchen som spelades, med 7-4. Sverige hade alltså på ungefär ett år gått från att vara nybörjare på sporten till att vara europamästare. Samma år instiftades det svenska mästerskapet där Raoul Le Mat blev tilldelad en vandrande pokal. Stockholm var den region som tog upp ishockeyspelet allra först.
Svenska Ishockeyförbundet bildades år 1922 och dess primära uppgift var det administrativa. 1922 valdes Isaac Westergren in som den allra första ordförande för förbundet. Klass I (ishockey) (även kallad Stockholmsserien) skapades, och var den högsta ligan för svensk ishockey. Matcherna spelades på Stockholms stadion och var väldigt centrerade kring Stockholm. Under 1920-talet dominerades svensk ishockey av IK Göta Ishockey som under perioden 1922–1930 vann 7 av 9 möjliga SM-titlar. Vintern 1927/1928 utvidgade sig ishockeyn ännu mer. En ny division skapades som skulle vara den högsta, Elitserien. Parallellt med detta började ishockey spelas allt mer även på landsbygden. Ett flertal uppvisningsmatcher anordnades mellan lokala ishockeylag och etablerade bandylag.  I februari 1927 kom det kanadensiska laget Victoria HC på besök och utklassade svenska lag, bland annat Södertälje SK och Sveriges landslag.

### Motgångar och svårigheter
Ishockeyn har haft en del svårigheter relaterat med dess framväxt. Bandyns dominans som präglade Sverige under sent 1800-tal och tidigt 1900-tal försvårade för ishockeyn att få genomslagskraft. I och med de tydliga likheterna sporterna emellan riktades mindre uppmärksamhet gentemot ishockey än vad de potentiellt kunde fått i bandyns frånvarande. Ishockeyns planer var också dyra att bygga och krävde konstgjort ljus och specifika dimensioner vilket var nytt vid den tiden och skepticismen kombinerat med kostnaden fördröjde utvecklingen. År 1931 öppnades ett ispalats, idag mer känt som ishall, optimerat just för ishockeyn. I och med att ishockeymatcherna började ta fart vid denna tidpunkt var dessa ishallar nödvändiga. Dock var dimensionerna för små, 50x27,5 m, för att användas för internationella sammanhang. Åskådarplatserna var även få för att få den genomslagskraft ishockeyn hoppades på. Vädret har också var också ett problem för ishockeyns framväxt i Sverige i början av 1900-talet då ishockeyn behövde spelas på blank och fin is medan töväder motverkade detta och försvårade för sportens utförande.

## Herrar
Tidigare var sporten främst koncentrerad till Stockholmsområdet, men sedan slutet av 1940-talet har sporten spridits över hela Sverige. 1949 arrangerade Sverige för första gången världsmästerskapet. 1956 gick ishockey om bandy som den svenska vinterns publiksport. 1957 blev Gävle GIK första svenska mästarlag som inte kom från Stockholmsområdet. Seriesystemet var tidigare uppdelat i Division I Norra och Division I Södra, sammanlagt 16 lag i ett system som mycket påminde om den svenska bandyns seriesystem fram till 2007. Eftersom de bättre lagen brukade utklassa de sämre lagen började man diskutera införandet av ett nytt system, och Elitserien i ishockey startade säsongen 1975/1976. Inledningsvis ingick tio lag, men säsongen 1987/1988 utökades Elitserien till tolv lag.

### SHL (Svenska Hockeyligan)
Från säsongen 1975/1976 och fram till säsongen 2013/2014 var "Elitserien" namnet på Sveriges högsta landsomfattande division i ishockey för herrar. Det var också namnet på högsta serien säsongerna 1927/28–1934/35. Inför säsongen 2013/2014 bytte ligan namn till nuvarande SHL (Svenska Hockeyligan). Från starten säsongen 1975/76 spelades Elitserien med tio lag som möttes fyra gånger, 36 omgångar, varefter de fyra främsta spelade slutspel om SM och de två sista flyttades ner till den dåvarande närmast lägre serien Division I. Efter två år ändrades till nedflyttning bara för tionde och sista laget och spel i Kvalserien mot topplagen underifrån för nionde laget.
Säsongen 1987/1988 utökades Elitserien till tolv lag, där de två sista lagen flyttades ner vid juluppehållet till Allsvenskan, som då var namnet på en serie där de åtta bästa division I-lagen vid samma tid spelade under våren för att kvala fram de bästa som skulle få gå upp. Samtidigt ökades också antal lag till slutspel till åtta.
Säsongen 1996/1997 slutade man med nedflyttning till Allsvenskan efter jul och Elitserien blev en rak serie över hela säsongen för alla tolv lagen. Fyra möten med alla lag innebär 44 omgångar, men man lade alltid till några matcher till. De flesta säsonger delades lagen in i tre regionala pooler med fyra lag i varje, så att sex möten tillkom, ett hemma- och ett bortamöte med lagen i samma pool. Undantaget var säsongen 1997/1998 då alla lag helt enkelt fick var sitt derby till hemma och borta mot en speciell derbymotståndare. Derbyparen var AIK/Djurgårdens IF, Brynäs IF/Leksands IF, Färjestads BK/Västra Frölunda HC, Luleå HF/MoDo HK, Södertälje SK/Västerås IK och HV 71/Malmö.
Till säsongen 2006/2007 bytte man detta mot lika många möten med alla lag för alla, dock med lite problematik kring hemma/borta eftersom alla möter alla lag fem gånger, 55 omgångar. Inför denna säsong var det för första gången på ett antal år två nya lag samtidigt. Malmö IF som åkte ur året innan gjorde comeback tillsammans med Skellefteå som senast åkte ur Elitserien 1990. Åkte ur säsongen 2005/2006 gjorde Leksands IF och Södertälje SK.
Före 1975 hade högsta divisionen sedan säsongen 1948/49 hetat Division I norra/södra och refererades i regel också till som Allsvenskan. Från 1954/55 var det åtta lag i norr- respektive södergruppen, dessförinnan sex lag var. Sista säsongen 1974/75 var en övergångssäsong där alla sexton allsvenska lag spelade i en enda serie, där de fyra främsta spelade SM-slutspel, lag nio och tio fick spela varsin kvalserie mot seriesegrare från division två, och de sex sista lagen flyttade ner till nya division I.
Från 1935/36 hade högsta serien hetat Svenska Serien, från 1944/45 uppdelat i de två grupperna som redan då hade namnen division I norra och södra, men samlingsnamnet Svenska Serien var kvar till 1947/48. 1927/28-34/35 hade högsta serien hetat Elitserien och från seriespelets start 1922/23 och fram till 1926/27 hette den Klass I.

### Hockeyallsvenskan
Näst högsta divisionen heter sedan säsongen 2005/06 Hockeyallsvenskan och innehåller numera 14 lag. Andradivisionen i hockey har under tidernas lopp hetat Klass II (1922/23-26/27), Klass I (1927/28-40/41), Division II (1941/42-74/75) och Division I (1975–1999). 1999/2000 infördes namnet Allsvenskan för andradivisionen, då i två tolvlagsgrupper, norra och södra, där de fyra främsta i båda grupperna möttes under andra halvan av säsongen i en serie med det lite överdrivna namnet Superallsvenskan. Sedan 1982/83 hade de främsta lagen i dåvarande division 1 spelat motsvarande serie efter jul, som då helt enkelt hette Allsvenskan. 2005/06 minskades antalet allsvenska lag ner till en enda serie med 16 lag, HockeyAllsvenskan, och 2009/10 minskades det till 14 lag.

### Övriga seniorserier
- Hockeyettan: Uppdelad i 4 serier: Norra, Östra, Västra och Södra.
- Hockeytvåan: Uppdelad i 11 regionserier.
- Hockeytrean: Uppdelad i 13 regionserier.
- Hockeyfyran: Uppdelad i 6 regionserier.
- Division 5: Uppdelad i 2 serier: Norra och Södra. Endast i Stockholmsområdet.
- Division 6: Upplöst Stockholmsserie.

### Juniorishockey
För A-juniorer, 19 och 20 år gamla, spelas sedan början av 1990-talet en rikstäckande elitserie, J20 SuperElit. Den hade från början sexton lag, som på senare år har utökats till arton och till säsongen 2005/06 till tjugo som då delades upp i en norr- och en söderserie med tio var, och en "Topp 8"-serie mot slutet av säsongen för de fyra främsta i respektive grupp. Under J20 SuperElit ligger de regionala serierna J20 Elit (norra, västra, östra och södra) och därunder J20 division 1, J20 division 2 osv.
För B-juniorer, 17 och 18 år gamla, är den högsta serien J18 Allsvenskan i en norr- och södergrupp, som spelas under vårhalvan av säsongen, efter jul och nyår, och följs av SM-slutspel. Dit kvalificerar sig de fem bästa lagen i de högsta regionala serierna under hösten J18 Elit Norra, Västra, Östra och Södra. Under J18 Elit finns J18 division 1, J18 division 2 osv.

## Damer
Den första organiserade dammatchen i ishockey i Sverige spelades 1969 mellan MoDo AIK och Timrå IK. Första dam-SM spelades säsongen 1987/1988 och vanns av Nacka HK. De 8 bästa lagen från de regionala serierna går till SM-slutspel som avgörs på en ort under en veckoslut i mars månad. Införandet av en Elitserie hade önskats och diskuterats, men då behövdes främst bättre ekonomiska resurser, vilket gjorde att detta blev verklighet första 2008. Många tror att ishockey för damer kommer att bli populärare i Sverige då Sveriges damlandslag i ishockey vann OS-silver vid Vinter-OS 2006 i Turin i Italien.

### Damishockey
SDHL är den högsta divisionen inom ishockey för damer i Sverige. Därefter följer division 1, division 2 samt division 3. 
Ishockey för damer kom i Sverige igång på allvar i slutet av 1970-talet/början av 1980-talet och det var Nacka HK som tidigt blev den dominerande klubben på damsidan med FoC Farsta som främsta utmanare. Under slutet av 1990-talet flyttade dessa damsektioner och gick in i Mälarhöjden/Bredäng Hockey respektive AIK i stället, och dessa klubbar har fortsatt dominera in i det nya seklet. AIK vann SM 2004/05 och spelade i Europacupen 2005/06 som man vann, men slogs överraskande ut i gruppspelet om SM 2005/06 varvid Mälarhöjden/Bredäng fick möta MODO Hockey i final i stället. M/B vann 2-1. I början av 2000-talet har också den svenska damhockeyn nått höga höjder på det internationella planet, med brons i OS 2002 och silver 2006. Till säsongen 2006/07 kan det äntligen bli dags för en nationell elitserie för damerna, en tanke som förbundet stoppade inför säsongen 2005/06. Hittills har det spelats regionala division 1-serier där de två främsta i norr, de två främsta i söder och de fyra främsta i den mellansvenska gemensamma division 1-serien för region väst och region öst har gått till SM-slutspel.
Säsongen 2020/2021 deltar tio lag i SDHL. Följande lag ingår: AIK, Linköping, Brynäs, Luleå, Djurgården, MODO, Leksand, HV71, SDE och Göteborg.

## Svenska mästare genom åren

### Herrar
Svenska mästerskapen i ishockey har avgjorts drygt 80 gånger sedan starten 1922. Åren 1939, 1949, 1952 och 2020 kunde tävlingarna ej genomföras. Beviset för SM-seger är Le Mat-pokalen, svensk ishockeys största utmärkelse, som har delats ut sedan 1926. Mest SM-guld har Djurgårdens IF med hela 16 SM-titlar.
Två spelare delar på rekordet på flest erövrade SM-guld. Lasse Björn, Djurgårdens IF och Tord Lundström, Brynäs IF har nio SM-guld var.
| - 1922 – IK Göta - 1923 – IK Göta - 1924 – IK Göta - 1925 – Södertälje SK - 1926 – Djurgårdens IF - 1927 – IK Göta - 1928 – IK Göta - 1929 – IK Göta - 1930 – IK Göta - 1931 – Södertälje SK - 1932 – Hammarby IF - 1933 – Hammarby IF - 1934 – AIK - 1935 – AIK - 1936 – Hammarby IF - 1937 – Hammarby IF - 1938 – AIK - 1939 – Inställt på grund av den stränga vintern. - 1940 – IK Göta - 1941 – Södertälje SK - 1942 – Hammarby IF - 1943 – Hammarby IF - 1944 – Södertälje SK - 1945 – Hammarby IF - 1946 – AIK - 1947 – AIK | - 1948 – IK Göta - 1949 – Tävlingen inställd på grund av VM i Sverige - 1950 – Djurgårdens IF - 1951 – Hammarby IF - 1952 – Tävlingen inställd på grund av förberedelser inför OS. - 1953 – Södertälje SK - 1954 – Djurgårdens IF - 1955 – Djurgårdens IF - 1956 – Södertälje SK - 1957 – Gävle GIK - 1958 – Djurgårdens IF - 1959 – Djurgårdens IF - 1960 – Djurgårdens IF - 1961 – Djurgårdens IF - 1962 – Djurgårdens IF - 1963 – Djurgårdens IF - 1964 – Brynäs IF - 1965 – Västra Frölunda IF - 1966 – Brynäs IF - 1967 – Brynäs IF - 1968 – Brynäs IF - 1969 – Leksands IF - 1970 – Brynäs IF - 1971 – Brynäs IF - 1972 – Brynäs IF | - 1973 – Leksands IF - 1974 – Leksands IF - 1975 – Leksands IF - 1976 – Brynäs IF - 1977 – Brynäs IF - 1978 – Skellefteå AIK - 1979 – MODO AIK - 1980 – Brynäs IF - 1981 – Färjestads BK - 1982 – AIK - 1983 – Djurgårdens IF - 1984 – AIK - 1985 – Södertälje SK - 1986 – Färjestads BK - 1987 – IF Björklöven - 1988 – Färjestads BK - 1989 – Djurgårdens IF - 1990 – Djurgårdens IF - 1991 – Djurgårdens IF - 1992 – Malmö IF - 1993 – Brynäs IF - 1994 – Malmö IF - 1995 – HV71 - 1996 – Luleå HF - 1997 – Färjestads BK | - 1998 – Färjestads BK - 1999 – Brynäs IF - 2000 – Djurgårdens IF - 2001 – Djurgårdens IF - 2002 – Färjestads BK - 2003 – Västra Frölunda HC - 2004 – HV 71 - 2005 – Frölunda HC - 2006 – Färjestads BK - 2007 – MODO Hockey - 2008 – HV71 - 2009 – Färjestads BK - 2010 – HV71 - 2011 – Färjestads BK - 2012 – Brynäs IF - 2013 – Skellefteå AIK - 2014 – Skellefteå AIK - 2015 – Växjö Lakers HC - 2016 – Frölunda HC - 2017 – HV71 - 2018 – Växjö Lakers HC - 2019 – Frölunda HC - 2020 – Inställt på grund av pandemi. - 2021 – Växjö Lakers HC - 2022 – Färjestads BK |

### Damer
| - 1985 – Nacka HK (svenska riksmästare) - 1986 – Nacka HK (svenska riksmästare) - 1987 – Nacka HK (svenska riksmästare) - 1988 – Nacka HK - 1989 – Nacka HK - 1990 – Nacka HK - 1991 – Nacka HK - 1992 – Nacka HK - 1993 – Nacka HK - 1994 – Nacka HK - 1995 – FoC Farsta - 1996 – Nacka HK - 1997 – FoC Farsta - 1998 – Nacka HK - 1999 – Mälarhöjden/Bredäng Hockey - 2000 – Mälarhöjden/Bredäng Hockey - 2001 – Mälarhöjden/Bredäng Hockey | - 2002 – Mälarhöjden/Bredäng Hockey - 2003 – Mälarhöjden/Bredäng Hockey - 2004 – AIK - 2005 – Mälarhöjden/Bredäng Hockey - 2006 – Mälarhöjden/Bredäng Hockey - 2007 – AIK - 2008 – Segeltorps IF - 2009 – AIK - 2010 – Segeltorps IF - 2011 – Segeltorps IF - 2012 – Modo Hockey - 2013 – AIK - 2014 – Linköpings HC - 2015 – Linköpings HC - 2016 – Luleå HF - 2017 – Djurgårdens IF - 2018 – Luleå HF - 2020 – Inställt på grund av pandemi. - 2021 – Luleå HF - 2022 – Luleå HF |

### A-herrjuniorer
| - 1957 – Värmland - 1958 – Dalarna - 1959 – Dalarna - 1960 – Värmland - 1961 – IFK Bofors - 1962 – AIK - 1963 – Leksands IF - 1964 – MoDo AIK - 1965 – MoDo AIK - 1966 – Västerås IK - 1967 – Skellefteå AIK - 1968 – Timrå IK - 1969 – Timrå IK - 1970 – Leksands IF - 1971 – Leksands IF - 1972 – Färjestads BK - 1973 – Färjestads BK - 1974 – Färjestads BK - 1975 – Leksands IF - 1976 – Västra Frölunda IF | - 1977 – Brynäs IF - 1978 – Färjestads BK - 1979 – Kiruna AIF - 1980 – Färjestads BK - 1981 – Skellefteå AIK - 1982 – AIK - 1983 – Brynäs IF - 1984 – Södertälje SK - 1985 – AIK - 1986 – Leksands IF - 1987 – Södertälje SK - 1988 – Djurgårdens IF - 1989 – Västerås IK - 1990 – Leksands IF* - 1991 – MoDo HK* - 1992 – MoDo HK* - 1993 – MoDo HK* - 1994 – Rögle BK* - 1995 – Västra Frölunda HC - 1996 – HV 71 | - 1997 – HV 71 - 1998 – Malmö IF - 1999 – Färjestads BK - 2000 – Västra Frölunda HC - 2001 – Västra Frölunda HC - 2002 – Västra Frölunda HC - 2003 – Västra Frölunda HC - 2004 – MODO Hockey - 2005 – Frölunda HC - 2006 – Linköpings HC - 2007 – Frölunda HC - 2008 – Frölunda HC - 2009 – Brynäs IF - 2010 – Leksands IF - 2011 – Frölunda HC - 2012 – Linköpings HC - 2013 – HV 71 - 2014 – HV 71 - 2015 – Djurgårdens IF - 2016 – Djurgårdens IF |

- 1990-1994 erövrade B-juniorlagen junior-SM-tecknen.

## Publikrekord, klubbar
Svenska ishockeyklubbar med femsiffrigt publikrekord:
- 2009-12-28 Frölunda - Färjestad 4-1, Elitserien 2009/10 31.144 (utomhus)
- 2011-12-10 HV 71 - Linköpings HC 0-1, Elitserien 2011/12 18.884 (utomhus)
- 1957-03-22 Djurgården - Gävle GIK 2-3, SM-serien 1957 18.070 (utomhus)
- 2011-02-26 Leksand - Mora 1-4, HockeyAllsvenskan 2010/11 17.319 (utomhus)
- 1962-01-21 AIK - Djurgården 5-13, SM-serien 1962 17.098 (utomhus)
- 2010-12-26 Färjestad - Frölunda 5-2, Elitserien 2010/11 15.274 (utomhus)
- 2012-12-08 Brynäs - Timrå 3-0, Elitserien 2012/13 15.009 (utomhus)
- 2013-01-05 Mora - Leksand 0-5, HockeyAllsvenskan 2012/13 13.850 (Globen)
- 2008-11-12 Malmö - Leksand 2-1, HockeyAllsvenskan 2008/09 13.247
- 1993-01-19 Huddinge - AIK 5-3, Allsvenskan 1993 12.487 (Globen)
- 1962-02-04 Västerås - Djurgården 2-9, SM-serien 1962 12.338 (utomhus)
- 1993-03-24 Hammarby - AIK 6-4, Playoff 3 1993 12.256 (Globen)
- 1972-01-20 Timrå - Brynäs 4-3, SM-serien 1972 11.694
- 1979-03-27 MoDo - Djurgården 8-3, SM-final 1979 11.662
- 1972-03-16 Södertälje - Brynäs 2-3, SM-serien 1972 11.079
- 1963-02-10 Skellefteå - Djurgården 1-1, SM-serien 1963 10.023 (utomhus)
- 1960-11-20 Forshaga - Djurgården 3-4, Division 1 södra 1960/61 10.001 (utomhus)

Femsiffriga publikrekord inomhus:
- 1963-02-13 AIK - Frölunda 3-6, SM-serien 1963 14.655
- 2013-01-05 Mora - Leksand 0-5, HockeyAllsvenskan 2012/13 13.850 (Globen)
- 2008-11-12 Malmö - Leksand 2-1, HockeyAllsvenskan 2008/09 13.247
- 1973-01-21 Frölunda - Brynäs 2-7, SM-serien 1973 13.060
- 1993-01-19 Huddinge - AIK 5-3, Allsvenskan 1993 12.487 (Globen)
- 1975-03-16 Brynäs - Leksand 2-3, SM-final 1975 12.292
- 1993-03-24 Hammarby - AIK 6-4, Playoff 3 1993 12.256 (Globen)
- 1972-01-20 Timrå - Brynäs 4-3, SM-serien 1972 11.694
- 1979-03-27 MoDo - Djurgården 8-3, SM-final 1979 11.662
- 1972-03-16 Södertälje - Brynäs 2-3, SM-serien 1972 11.079

Fyrsiffriga publikrekord inomhus
- 2013-04-05 IF Björklöven - Piteå HC 3-0, Kvalserien till HockeyAllsvenskan 6.002